# 6623 Trioconbrio
6623 Trioconbrio è un asteroide della fascia principale. Scoperto nel 1979, presenta un'orbita caratterizzata da un semiasse maggiore pari a 2,4833302 UA e da un'eccentricità di 0,1352037, inclinata di 4,55263° rispetto all'eclittica.